# ジョン・ブラウン (第3代キルメイン男爵)
第3代キルメイン男爵ジョン・キャヴェンディッシュ・ブラウン（英語: John Cavendish Browne, 3rd Baron Kilmaine、1794年6月11日 – 1873年1月13日）は、アイルランド貴族。保守党に属し、1849年から1873年までアイルランド貴族代表議員を務めた。

## 生涯
第2代キルメイン男爵ジェームズ・コールフィールド・ブラウンと妻アン（Anne、旧姓キャヴェンディッシュ（Cavendish）、1774年3月22日 – 1863年7月6日、第2代準男爵サー・ヘンリー・キャヴェンディッシュと初代ウォーターパーク女男爵サラ・キャヴェンディッシュの娘）の息子として、1794年6月11日にウェストミーズ県ゴールズトンで生まれ、7月30日に同地で洗礼を受けた。1811年7月1日、ダブリン大学トリニティ・カレッジに入学した。1825年5月23日に父が死去すると、キルメイン男爵位を継承した。
1849年6月22日にアイルランド貴族代表議員に選出され、1873年に死去するまで務めた。貴族院では保守党に属した。
1873年1月13日にダブリンで死去、18日にメイヨー県ニールで埋葬された。

## 家族
1822年1月4日、イライザ・ライアン（Eliza Lyon、1834年12月1日没、デイヴィッド・ライアンの娘）と結婚、3男4女をもうけた。結婚にあたり、義父から29,000ポンド与えられた。
- ジェームズ・ライアン（1822年11月19日 – 1860年9月5日） - イートン・カレッジで教育を受けた。陸軍の軍人で、クリミア戦争に参戦した。生涯未婚[1]。
- イザベラ・アン（1822年と1824年の間[6] – 1916年3月16日） - 1844年9月9日、第8代ボーモント男爵マイルズ・ステイプルトン（1854年8月16日没）と結婚、子供あり[4][7]。
- アグネス・ジョージアナ（1824年[6] – 1898年6月27日） - 1849年6月12日、第6代準男爵サー・ジョージ・サミュエル・アバークロンビー（1872年11月15日没）と結婚、子供あり[4]。
- ジョン・ハウ・モンタギュー（John Howe Montague、1828年3月14日 – 1860年6月3日） - 陸軍軍人、生涯未婚[1]。
- キャヴェンディッシュ（1830年1月15日 – 1855年3月22日） - 生涯未婚、セヴァストポリ包囲戦で戦死[1]。
- ルイーザ・キャサリン（1831年10月26日[6] – 1877年1月14日） - 1859年6月9日、ロバート・ヒギンソン・ボローズ（Robert Higginson Borrowes、1901年2月2日没）と結婚[4]。
- エミリー・アン（1833年3月14日 – 1923年9月29日） - 1853年6月20日、第2代ラーガン男爵チャールズ・ブラウンロー（1882年1月16日没）と結婚、子供あり[4][8]。

1839年9月3日、メアリー・ロウ（Mary Law、1816年1月21日 – 1888年4月23日、チャールズ・ユワン・ロウ閣下の娘）と再婚、3男5女をもうけた。
- メアリー・イリナ・フランシス（Mary Eleanor Frances、1841年3月22日[6] – 1869年10月28日） - 1861年6月17日、ジョージ・バゴット（George Bagot、1867年5月9日没）と結婚。1868年4月30日、トマス・アステル・セント・クィンティン（Thomas Astell St. Quintin、トマス・セント・クィンティンの息子）と再婚[4]。
- ジュリア・ソフィア（1842年5月21日[6] – 1909年2月15日） - 生涯未婚[4]。
- フランシス・ウィリアム（1843年3月24日 – 1907年11月9日） - 第4代キルメイン男爵[1]。
- エドワード・マイルズ・デイヴィッド（1844年10月22日 – 1878年7月27日） - 海軍軍人、生涯未婚[4]。
- ガートルード・イリナ・ウィルヘルミナ（Gertrude Eleanor Wilhelmina、1846年4月1日[6] – 1876年2月1日） - 生涯未婚[4]。
- イーヴリン（Evelyne、1848年1月5日[6] – 1878年4月22日） - 1867年11月20日、サー・オーウェン・テューダー・バーン（英語版）（1909年2月3日没）と結婚、子供あり[4]。
- チャールズ・マシアス（Charles Matthias、1849年2月24日 – 1849年4月10日[6]）
- アーサー・ヘンリー（1850年4月29日 – 1908年5月3日） - 1885年1月29日、クロティルダ・ジョージナ・ドン＝ウォーコップ（Clotilde Georgina Don-Wauchope、1945年1月24日没、第8代準男爵サー・ジョン・ドン＝ウォーコップの娘）と結婚、子供あり[9]。
- クレメンティナ（Clementina、1852年5月10日[6] – 1864年12月6日） - 生涯未婚[4]。